# Gustav Baader
Gustav Theodor Baader (* 4. April 1878 in Alzey; † 10. September 1956 in Gießen) war ein deutscher Forstwissenschaftler, Hochschulrektor und -lehrer.

## Leben und Wirken
Baader war der Sohn des Kaufmanns Albert Paulus Baader. Nach dem Schulbesuch studierte er Forstwissenschaft an der Universität Gießen. Während seines Studiums schloss er sich der Burschenschaft Germania in Gießen an. 1905 wurde er zum Forstassessor ernannt und in den staatlichen Forstdienst in Hessen übernommen. Er arbeitete bis zum Ausbruch des Ersten Weltkrieges an mehreren Forstämtern in Hessen, wurde 1913 promoviert und habilitierte sich 1914 in Gießen für das Fach Forstwirtschaft. Nach Rückkehr aus dem Ersten Weltkrieg wurde er 1919 Forstmeister im Vogelsberg. 1921 erfolgte seine Berufung zum Professor an die Forsthochschule in Eberswalde. Gleichzeitig wurde er Oberforstmeister und Leiter der Försterschule Hessens in Schotten. 1929 wechselte er als Forstamtsleiter nach Darmstadt. 1930 erfolgte seine Berufung zum Honorarprofessor an der dortigen Technischen Hochschule Darmstadt. 1931 wechselte er als ordentlicher Professor für Forstliche Betriebslehre an die Universität Gießen. Dort war er von 1933 bis 1936 Dekan der II. Abteilung der Philosophischen Fakultät und von 1937 bis 1938 Rektor der Universität. Danach wechselte er an die Forstliche Hochschule Hannoversch Münden, die 1939 in die Universität Göttingen eingegliedert wurde. Von 1939 bis 1942 amtierte er als Dekan der Forstlichen Fakultät der Universität Göttingen. 1945 erfolgte seine Emeritierung.
Baader war bis 1924 Mitglied der nationalliberalen Deutschen Volkspartei (DVP) und trat zum 1. Mai 1933 der NSDAP bei (Mitgliedsnummer 2.720.556).

## Schriften (Auswahl)
- Der Kieferüberhaltbetrieb. Eine ertragskundl. und betriebswirtschaftliche Untersuchung. Frankfurt am Main 1941.
- Untersuchungen über Randschäden. Frankfurt am Main 1952.

## Ehrungen
- 1953 Bundesverdienstkreuz 1. Klasse